# Benjamin Huggel
Benjamin Huggel (ur. 7 lipca 1977 w Dornach) – szwajcarski piłkarz występujący na pozycji defensywnego pomocnika.
Huggel rozpoczął karierę w FC Münchenstein, a następnie trenował w FC Arlesheim. Zawodową karierę rozpoczynał w FC Basel, do którego trafił w 1998 roku. Od 2005 grał w niemieckim klubie Eintracht Frankfurt. W czerwcu 2007 Eintracht sprzedał go za 400,000 € do jego poprzedniego klubu – FC Basel. W latach 2007–2012 również grał w Basel, w którym zakończył karierę.
Razem z reprezentacją Szwajcarii brał między innymi udział w Euro 2004, Euro 2008 i Mistrzostwach Świata w Piłce Nożnej 2010.